# Linnaemya nigrifacies
Linnaemya nigrifacies är en tvåvingeart som beskrevs av Günther Enderlein 1934. Linnaemya nigrifacies ingår i släktet Linnaemya och familjen parasitflugor. Inga underarter finns listade i Catalogue of Life.